# David Markham
Pour les articles homonymes, voir Markham (homonymie).
Peter Basil Harrison, né le 3 avril 1913 à Wick (Worcestershire) et mort le 15 décembre 1983 à Hartfield (Sussex de l'Est), est un acteur anglais, connu sous le nom de scène de David Markham.

## Biographie
David Markham débute au théâtre vers la fin des années 1930 et interprète notamment plusieurs pièces durant la saison 1943-1944 au Playhouse Theatre (en) de Liverpool, dont Roméo et Juliette de William Shakespeare (avec Nova Pilbeam). À Londres, où il joue souvent durant sa carrière, il apparaît entre autres dans La Cerisaie d'Anton Tchekhov (1954, avec Trevor Howard) et La Tempête de William Shakespeare (1974, avec Cyril Cusack et John Gielgud).
Au cinéma, il contribue à vingt-et-un films (majoritairement britanniques), depuis Murder in the Family (en) d'Albert Parker (1938, avec Barry Jones et Jessica Tandy) jusqu'à Gandhi de Richard Attenborough (1982, avec Ben Kingsley dans le rôle-titre). Entretemps, mentionnons Sous le regard des étoiles de Carol Reed (son deuxième film, 1940, avec Michael Redgrave et Margaret Lockwood), L'Enquête de l'inspecteur Morgan de Joseph Losey (1959, avec Hardy Krüger et Stanley Baker), Tess de Roman Polanski (1979, avec Nastassja Kinski dans le rôle-titre), ainsi que deux réalisations de François Truffaut, Les Deux Anglaises et le Continent (1971, avec Jean-Pierre Léaud et Kika Markham) et La Nuit américaine (1973, avec Jacqueline Bisset et Jean-Pierre Léaud).
À la télévision (britannique surtout), il se produit dans vingt-quatre téléfilms (les premiers d'origine théâtrale) diffusés entre 1946 et 1980, dont Le Poney rouge de Robert Totten (1973, avec Henry Fonda et Maureen O'Hara). S'ajoutent cinquante-cinq séries entre 1951 et 1986 (diffusion à titre posthume), dont One Step Beyond (un épisode, 1961) et la mini-série Winston Churchill: The Wilderness Years (1981).
Kika Markham (née en 1942) nommée plus haut est l'une des quatre filles de David Markham (qui meurt à 70 ans, en 1983).

## Théâtre (sélection)

### À Liverpool
- Saison 1943-1944 : 
  - La Tragique Histoire du docteur Faust (The Tragical History of Doctor Faustus) de Christopher Marlowe
  - House of Regrets de Peter Ustinov
  - John Gabriel Borkman (mise en scène de Peter Glenville), Une maison de poupée (A Doll's House) et Solness le constructeur (The Master Builder) d'Henrik Ibsen
  - La Nuit des rois (Twelfth Night) et Roméo et Juliette (Romeo and Juliet) de William Shakespeare
- Saison 1945-1946 : The Tragedy of Good Intentions de Peter Ustinov

### À Londres
- Saison 1937-1938 : Robert's Wife de St. John Irvine
- 1952 : Lord Arthur Savile's Crime de Basil Dawson et St. John Cloves
- 1954 : La Cerisaie (The Cherry Orchard) d'Anton Tchekhov, mise en scène de John Gielgud : Piotr Trofimov
- Saison 1956-1957 : L'Accusateur public (The Public Prosecutor) de Fritz Hochwälder
- 1972 : All Over d'Edward Albee, mise en scène de Peter Hall : le docteur
- 1974 : La Tempête (The Tempest) de William Shakespeare, mise en scène de Peter Hall (+ reprise à Bristol) : Gonzalo

### Autres lieux
- 1940 : Cousin Muriel de Clemence Dane : Richard Meilhac (à Glasgow)
- 1941 : Yellow Sands d'Adelaide et Eden Phillpotts (à Birmingham)
- 1941 : Arms and the Man de George Bernard Shaw (à Birmingham)
- 1942 : La Cerisaie (The Cherry Orchard) d'Anton Tchekhov, mise en scène de Tyrone Guthrie (à Birmingham)
- 1944 : Homme et Surhomme (Man and Superman) de George Bernard Shaw (à Bristol)

## Filmographie partielle

### Cinéma
- 1938 : Murder in the Family (en) d'Albert Parker : Michael Osborne
- 1940 : Sous le regard des étoiles (The Stars Look Down) de Carol Reed : Arthur Barras
- 1953 : The Blakes Slept Here (en) de Jacques Brunius (court métrage) : Edward
- 1959 : L'Enquête de l'inspecteur Morgan (Blind Date) de Joseph Losey : Sir Howard Fenton
- 1969 : Two Gentlemen Sharing de Ted Kotcheff : le père de Roddy, M. Pater
- 1971 : Family Life de Ken Loach : rôle non précisé
- 1971 : Les Deux Anglaises et le Continent de François Truffaut : le palmiste
- 1971 : La Momie sanglante (Blood from the Mummy's Tomb) de Seth Holt : Dr Burgess
- 1972 : Histoires d'outre-tombe (Tales of the Crypt), film à sketches de Freddie Francis, segment Poetic Justice : le père, Edward Elliot
- 1972 : Population zéro
- 1973 : La Nuit américaine de François Truffaut : Dr Michael Nelson
- 1975 : La guerre du pétrole n'aura pas lieu de Souheil Ben Barka : Thomson
- 1978 : La Petite Fille en velours bleu d'Alan Bridges : le consul
- 1979 : Tess de Roman Polanski : Révérend Clare
- 1979 : Rencontres avec des hommes remarquables (Meetings with Remarkable Men) de Peter Brook : Dean Borsh
- 1980 : Richard's Things (en) d'Anthony Harvey : M. Morris
- 1982 : Gandhi de Richard Attenborough : un vieux gentleman anglais

### Télévision

#### Séries
- 1961 : One Step Beyond, saison 3, épisode 24 La Chambre du dessus (The Room Upstairs) de John Newland : un visiteur
- 1981 : The Life and Times of David Lloyd George, cinq épisodes : Herbert Henry Asquith
- 1981 : Winston Churchill: The Wilderness Years (ou Winston Churchill), mini-série : le 9e duc de Marlborough, Charles Spencer-Churchil

#### Téléfilms
- 1973 : Le Poney rouge (The Red Pony) de Robert Totten : Rudi
- 1977 : Philby, Burgess and Maclean de Gordon Flemyng : Skardon
- 1977 : The Three Hostages de Clive Donner : Greenslade
- 1978 : Les Chemins de l'exil ou Les Dernières Années de Jean-Jacques Rousseau de Claude Goretta : Richard Davenport
- 1980 : Closing Ranks de Gordon Flemyng : Sir Norman Bleake